# Pfarrkirche Malta (Kärnten)

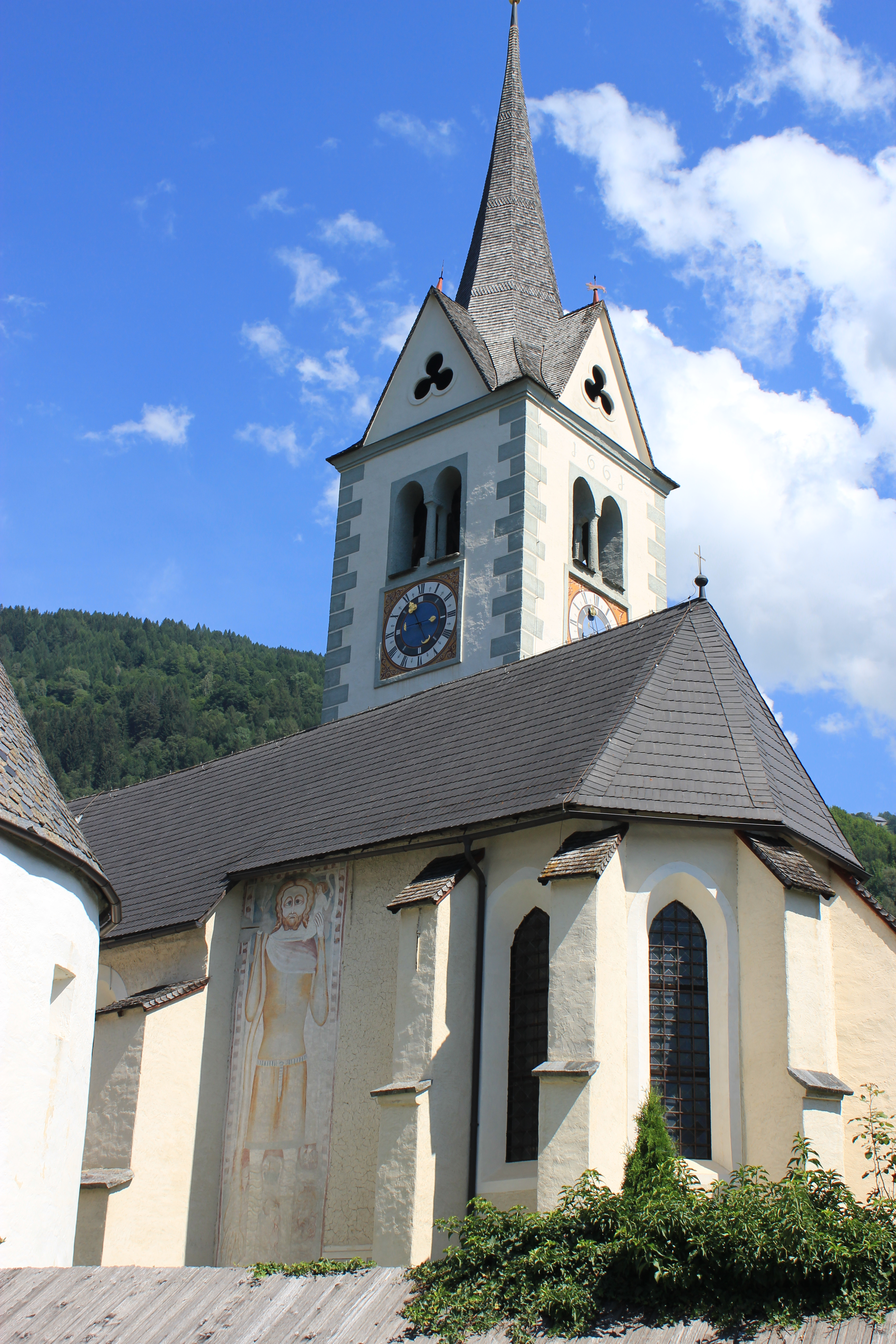

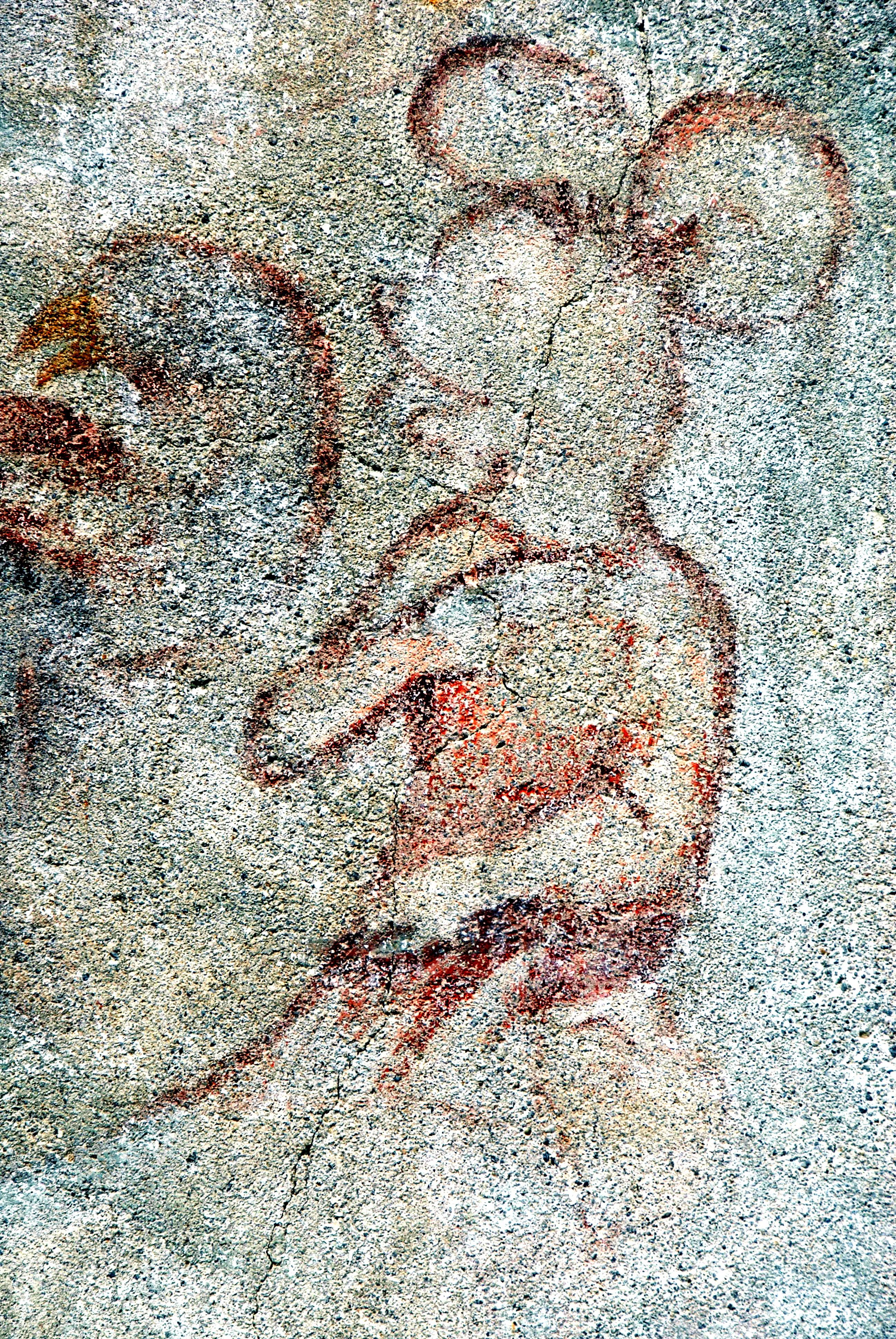
Maltamaus

Die römisch-katholische Pfarrkirche Malta ist Maria Hilf Assumptio geweiht. Zur Pfarre Malta gehört auch die Filialkirche Dornbach.

## Geschichte
Die erste Kirche in Malta wurde zwischen 1006 und 1039 genannt. Sie war eine Eigenkirche des Bischofs Altmann von Trient und stand am rechten Ufer der Malta. Der Chor der Pfarrkirche wurde erstmals 1349 erwähnt, der Bau des Langhauses wurde 1463 begonnen.

## Baubeschreibung
Die Kirche ist ein breit gelagerter, mittelgroßer Bau des 13 bis 15. Jahrhunderts. Der massige Turm steht nördlich des Chores, ist mit frühbarocken Architekturdekor und spitzbogigen Doppelschallfenstern mit gekuppelten Säulchen versehen und wird von einem neuen Spitzgiebelhelm bekrönt. Der eingezogene Chor mit Fünfachtelschluss wird am Chorpolygon von einfach abgetreppten Strebepfeilern gestützt. Am nördlichen Seitenschiffanbau und an der Westecke der südlichen Langhauswand finden sich massige, gedrungene Strebepfeiler. Eine Vorhalle über abgefasten Pfeilern schützt das profilierte, spätgotische Westportal. 
Das Christophorusfresko an der südlichen Choraußenwand stammt aus dem 14. Jahrhundert. 2002 wurde neben anderen Fabelwesen eine „Micky Maus“ zu Füßen des Heiligen freigelegt. Dies sorgte für mediales Aufsehen. An der westlichen Langhaussüdwand ist ein Fresko der heiligen Dorothea vom Ende des 13. Jahrhunderts zu sehen. An der Südwestecke des Langhauses ist eine römerzeitliche Grabinschrift für den Freigelassenen L. Herennius Oclatius und seine Frau Veneria eingemauert. An der Ostseite des südlichen Kapellenanbaus befindet sich die Wappengrabplatte des Georg von Malenthein (1548).
Im vierjochigen Langhaus erhebt sich ein Netzrippengewölbe über halbrunden Wandvorlagen. Die runden und quadratischen Schlusssteine sind mit Wappen geschmückt. Zwei rundbogige Öffnungen aus der Barockzeit führen von den beiden mittleren Langhausjochen in querhausartige Seitenkapellen. Die nördliche Kapelle mit einem dreijochigen Netzrippengewölbe besitzt einen Emporeneinbau auf Pfeilern, die südliche hat ein vermutlich 1661 errichtetes, barockes Stichtonnengewölbe. Die spätgotische, eisenbeschlagene Tür in der Nordwand des östlichen Langhausjoches führt in die Sakristei im Turmerdgeschoß. Ein eingezogener, spitzbogiger Triumphbogen verbindet das Langhaus mit dem Chor. In der Triumphbogenöffnung hat sich der obere Teil des barocken Chorgitters mit einer volkstümlichen Kreuzigungsgruppe erhalten. Der Chor mit einem quadratischen Joch und Fünfachtelschluss ist kreuzrippengewölbt.

## Wandmalereien
Die Freilegung der Gewölbemalereien erfolgte 1957. Die Evangelistensymbole im Chor, Christus und Apostelköpfe sowie halbfigurige Heilige in Drei- und Vierpässen im Langhaus entstanden Ende des 15. Jahrhunderts. An der nördlichen Chorwand ist der Zug und die Anbetung der Heiligen Drei Könige dargestellt. An der Südwand ist eine Thronarchitektur mit der seltenen Darstellung einer Maria in den Wehen vom Ende des 14. Jahrhunderts sowie eine um 1400 gemalte Verkündigung zu sehen. Ein spätgotisches Freskenfragment mit einem nach 1400 entstandenen heiligen Oswald wurde abgenommen und in das Diözesanmuseum Klagenfurt überstellt. Das Fresko in der Sakristei mit einer Darstellung der Geburt Christi aus dem 14. Jahrhundert wurde 1999 freigelegt.

## Einrichtung

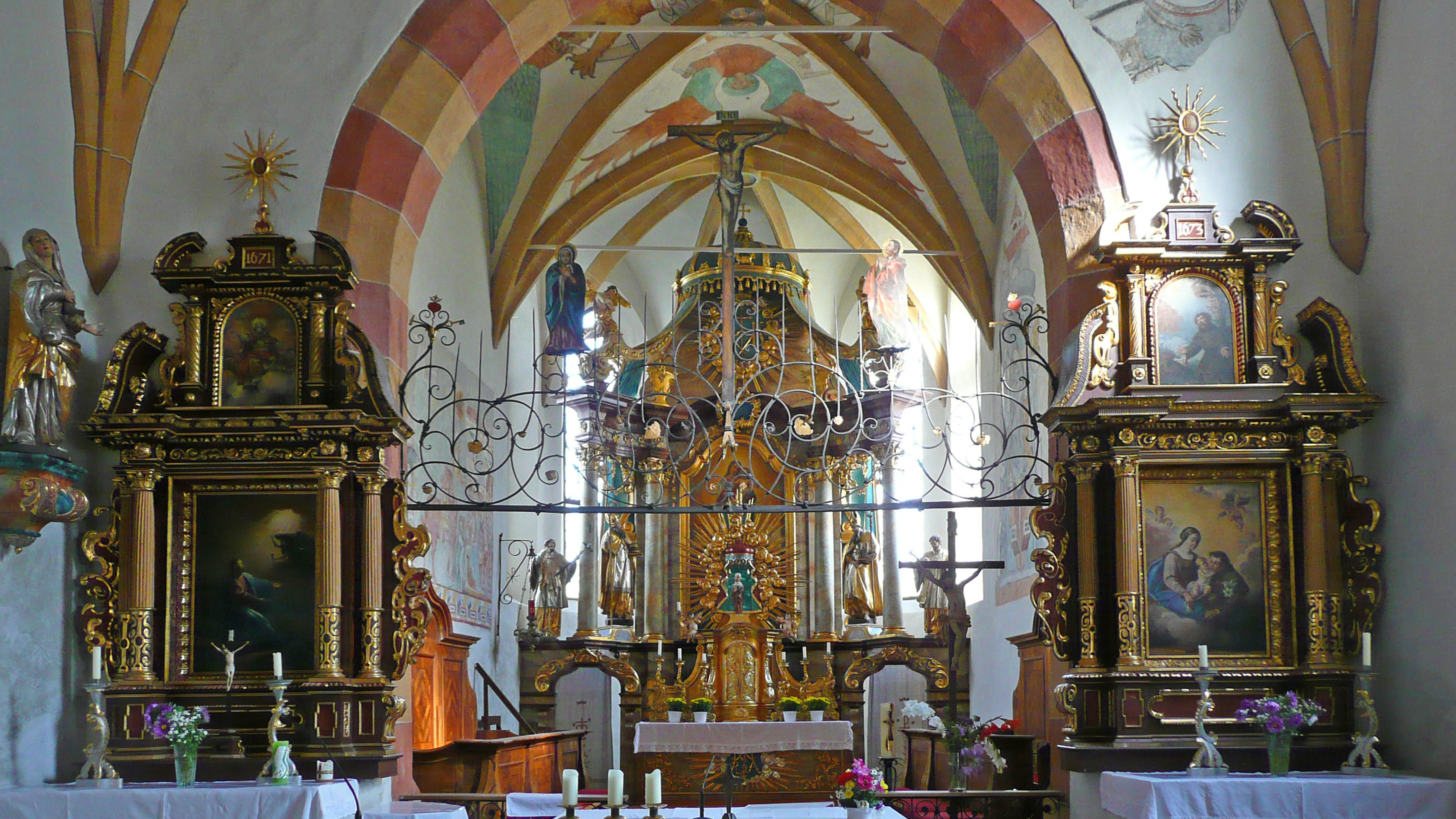
Altarraum

Der Hochaltar mit konkav einschwingender Säulenarchitektur, Baldachinbekrönung und Opfergangsportalen aus dem Jahre 1782 wurde von Joseph Steinacher geschaffen und von Joseph Benedikt Aicher gefasst. Die Altarnische birgt eine Marienfigur. Diese Figur "trägt das Jesuskind im Herzen", zu sehen durch ein Fenster im Brustraum. Weiters birgt der Altar die Figuren der Heiligen Rupert und Virgil sowie seitlich die Heiligen Franz Xaver und Johannes Nepomuk.
Der Seitenaltar von 1671 an der linken Triumphbogenwand besteht aus einer Ädikula mit gestaffelter Doppelsäulenstellung auf einem Sockel und einem geschweiften, gesprengten Giebel mit kleiner Ädikula als Aufsatz. Der Altar ist an den seitlichen Ohren und am Gebälk mit reichem Knorpelwerk geschmückt. Das Altargemälde mit Christus am Ölberg malte 1864 Ludwig Willroider. 
Der rechte Seitenaltar von 1673 gleicht im Aufbau und Dekor dem linken. Das Altarblatt zeigt eine Madonna und den Heiligen Antonius von Padua. Der Heilige ist am Aufsatzbild (erste Hälfte 18. Jahrhundert) nochmals dargestellt.
Der Altar von 1622 in der südlichen Seitenkapelle besteht aus einer Ädikula auf einem Sockel und einem gesprengten Segmentgiebel mit kleinem Rahmen und Volutengiebel als Aufsatz. Das Altarbild zeigt die mystische Vermählung der heiligen Katharina nach einem venezianischen Vorbild des 16. Jahrhunderts.
Der Altar in der nördlichen Seitenkapelle stammt aus dem zweiten Viertel des 18. Jahrhunderts.

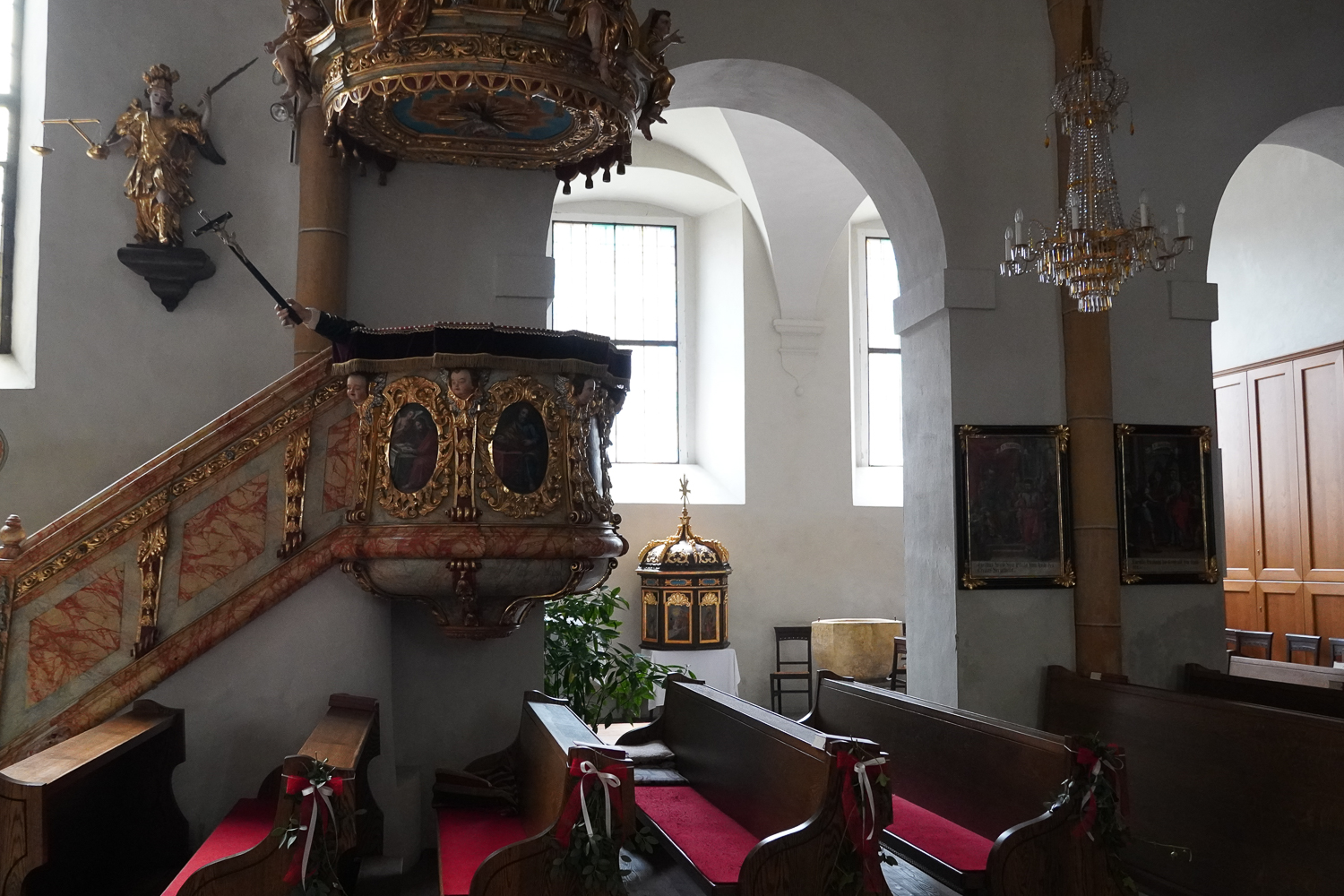
Kanzel

Die um 1725/30 geschaffene Kanzel zeigt an der Brüstung die gemalten Evangelisten. Am Schalldeckel steht die Figur des Guten Hirten.
Die fünf Konsolfiguren im östlichen Langhausjoch stammen aus dem zweiten Viertel des 18. Jahrhunderts. Der spätgotische Taufstein besitzt einen reich dekorierten geschnitzten Aufsatz vom Ende des 17. Jahrhunderts. Die Orgel errichtete Jakob Ladstätter um 1870.

## Karner
Der Karner südlich der Kirche ist ein im 12. Jahrhundert errichteter romanischer Rundbau mit leicht ausgebauchter Apsis. Im Inneren ist im Gewölbe ein Kreuzigungsfresko aus dem 14. Jahrhundert.

## Friedhof
Die Schindel gedeckte Kirchhofmauer war vermutlich ehemals eine Wehrmauer. Das Wandgemälde am Eingangstor in den Friedhof zeigt Maria mit Kind, den Erzengel Michael und darüber eine Inschrift mit der Jahreszahl 1639. Ein frühgotisches Kruzifix aus dem 13. Jahrhundert, die Figuren von Maria und Johannes einer Kreuzigungsgruppe vom Ende des 15. Jahrhunderts sowie zwei frühgotische Assistenzfigürchen wurden in das Diözesanmuseum in Klagenfurt überstellt.